# Подступка, Любош
Любош Подступка (словац. Ľuboš Podstupka; род. 25 сентября 1972, Братислава) — словацкий гребец, выступавший за сборные Чехословакии и Словакии по академической гребле в 1991—2008 годах. Обладатель бронзовой медали чемпионата мира, дважды серебряный призёр Кубка мира, победитель и призёр первенств национального значения, участник летних Олимпийских игр в Афинах.

## Биография
Любош Подступка родился 25 сентября 1972 года в Братиславе, Чехословакия.
Впервые заявил о себе в академической гребле на международном уровне в сезоне 1991 года, когда вошёл в состав чехословацкой национальной сборной и выступил на чемпионате мира в Вене, где в зачёте парных четвёрок лёгкого веса закрыл десятку сильнейших.
В 1993 году представлял Словакию на чемпионате мира в Рачице, занял в лёгких одиночках 12-е место.
В 1994 году в лёгких одиночках был шестым на чемпионате мира в Индианаполисе.
На чемпионате мира 1995 года в Тампере показал 21-й результат в классических одиночках.
В 1996 году в лёгких одиночках финишировал пятым на чемпионате мира в Глазго.
В 1997 году в той же дисциплине стал девятым на чемпионате мира в Эгбелете.
На чемпионате мира 1998 года в Кёльне был восьмым в программе лёгких одиночек.
В 1999 году в парных двойках лёгкого веса занял 16-е место на чемпионате мира в Сент-Катаринсе.
В 2000 году в лёгких одиночках завоевал серебряную медаль на этапе Кубка мира в Вене и взял бронзу на чемпионате мира в Загребе.
В 2001 году в той же дисциплине вновь стал серебряным призёром на этапе Кубка мира в Вене, тогда как на чемпионате мира в Люцерне показал 11-й результат.
На чемпионате мира 2002 года в Севилье в лёгких одиночках был восьмым.
В 2003 году в той же дисциплине финишировал шестым на чемпионате мира в Милане.
Благодаря череде удачных выступлений удостоился права защищать честь страны на летних Олимпийских играх 2004 года в Афинах. Вместе с напарником Лукашом Бабачем в программе парных двоек лёгкого веса сумел квалифицироваться лишь в утешительный финал В и расположился в итоговом протоколе соревнований на 11-й строке.
После афинской Олимпиады Подступка остался действующим спортсменом на ещё один олимпийский цикл и продолжил принимать участие в крупнейших международных регатах. Так, в 2005 году в лёгких парных двойках он стал девятым на чемпионате мира в Гифу.
В 2006 году в лёгких парных двойках занял 13-е место на чемпионате мира в Итоне.
На чемпионате мира 2007 года в Мюнхене показал 13-й результат в лёгких одиночках, тогда как на чемпионате Европы в Познани стал восьмым в классических двойках.
В 2008 году в классических двойках занял 16-е место на этапе Кубка мира в Мюнхене и на этом завершил спортивную карьеру.